# Бачинська Ольга Антонівна
О́льга Анто́нівна Бачи́нська (Тишинська) (* 4 червня 1876, с. Бортники, Бібрський повіт — †24 липня 1951, м. Стрий) — українська громадсько-кооперативна діячка, колекціонерка та знавець української народної вишивки.

## Життєпис

Дирекція Маслосоюзу у 1925 році. Зліва направо: Андрій Палій, Ольга Бачинська, Андрій Мудрик

Ольга Бачинська, Іларіон Бачинський та о.Андрій Бандера в курортному містечку Малий Лошинь, тепер Хорватія. Квітень 1912 р.

Подружжя Бачинських на відпочинку, 1914 рік. Ольга Бачинська 5-а зліва, Іларіон Бачинський 7-й зліва

Народилася 4 червня 1876 року в селі Бортники, Бібрський повіт у сім'ї залізничного урядовця Антіна Тишинського. (За іншою версією 5 червня 1875 року в місті Сучава).
Навчалася у школах Західної Галичини, куди переїхала разом із батьками. Закінчила торговельну школу і з 1897 року проживала у Стрию. З 1898 року працює в українській кредитній спілці «Задатковій касі».
Вийшла заміж за Іларіона Бачинського, відомого адвоката та співзасновника «Маслосоюзу». 
У 1924 р. її обрано до дирекції «Маслосоюзу», цю посаду вона займала до 1939 р. Болісно пережила більшовицьку окупацію 1939 року та знищення усіх українських кооперативних установ. У 1940 році її виселили з власного дому. 
Відмовилася від виїзду на еміграцію в 1944 році, бажаючи померти на рідній землі. Померла 24 липня 1951 року, похована на Стрийському кладовищі біля чоловіка Іларія Бачинського.
Була вона також досвідченим етнограф і музейником, зібрала велику колекцію народного одягу та вишивки, яку експонувала у Відні 1915 р. Зібрані нею колекції зберігаються у Львівському музеї українського мистецтва (вишивки Галичини та Буковини, 1915—22), в музеї м. Стрия (Львівська область), де є особисті речі діячки, родинні фото, документи, архівні записи. Музей створено у будинку, де жила Ольга Бачинська з чоловіком. Їм належав цілий будинок. Для музею відведено 2 кімнати.

### Праці
- Є авторкою книги рецептів «Ми пекли бабки і коржики».[3]